# Puchar Polski w piłce siatkowej kobiet (1976/1977)
Puchar Polski w piłce siatkowej kobiet 1976/1977 (Puchar Polski o "Puchar Sportowca") – 21. sezon rozgrywek o siatkarski Puchar Polski, rozgrywany od 1932 roku.

## Klasyfikacja końcowa
| Miejsce | Drużyna                |
| ------- | ---------------------- |
| 1.      | Kolejarz Katowice      |
| 2.      | BKS Stal Bielsko-Biała |
| 3.      | Gwardia Wrocław        |
| 4.      | AZS Katowice           |